# Tackchandeseechar
Tackchandeseechar (Tack-chan-de-su-char, Tack-chan-de-see-char), jedna od bandi Teton Siouxa koja je pripadala užoj skupini Saone. Spominju ih Lewis i Clark (1805)